# Castledawson
Castledawson är en ort i Storbritannien.   Den ligger i riksdelen Nordirland, i den västra delen av landet, 500 km nordväst om huvudstaden London. Castledawson ligger 33 meter över havet och antalet invånare är 2 263.
Terrängen runt Castledawson är platt, och sluttar österut.Runt Castledawson är det ganska tätbefolkat, med 67 invånare per kvadratkilometer. Närmaste större samhälle är Magherafelt, 3,9 km sydväst om Castledawson. Trakten runt Castledawson består i huvudsak av gräsmarker.